# Akut lymfatisk leukemi
Akut lymfatisk leukemi (ALL) är en akut cancersjukdom hos framförallt barn som står för 85–90 % av alla leukemier hos barn och cirka 30 % av all barncancer. Runt 70 nya fall diagnostiseras varje år i Sverige. 
De flesta symptom vid akut lymfatisk leukemi beror på en ansamling av leukemiceller i benmärgen vilket bland annat leder till en försämrad produktion av röda blodkroppar, blodplättar och friska vita blodkroppar. Anemi, till följd av försämrad produktion av röda blodkroppar, kan leda till blekhet, trötthet och andfåddhet. Låga blodplättar ger en ökad risk för blödningar och blåmärken. Lågt antal normala vita blodkroppar leder till en ökad infektionskänslighet. Leukemiceller utanför benmärgen kan bland annat ge förstorade lymfkörtlar, förstorad mjälte och förstorad lever. Smärta från skelett och leder kan uppstå vilket beror på ett ökat tryck i benmärgen till följd av att leukemicellerna delar sig och blir allt fler. Leukemi kan också sprida sig till centrala nervsystemet vilket kan ge neurologiska symptom som till exempel huvudvärk och yrsel.
Diagnos ställs genom analys av ett benmärgsprov som används för underlag för genetisk och cytologisk analys. Tumörcellerna indelas efter utseende, antikroppsförekomst och kromosomavvikelser. Behandlingen baseras på typen av tumörceller, vanligtvis består behandlingen av cytostatika (cellgifter), benmärgstransplantation och nya specialiserade läkemedel som tyrosinkinashämmaren imatinib. Strålbehandling används inte som rutinbehandling av barnleukemier eftersom tillväxthämning och skador på nervsystemet kan uppstå på längre sikt.
ALL orsakas av att omogna lymfocyter av B-cellstyp eller T-cellstyp delar sig ohämmat i benmärgen på grund av olika genetiska förändringar, till exempel Philadelphiakromosom. Av ALL utgörs ca 85 % av B-cellstyp, vilken har bättre prognos än T-cellstyp.
Prognos vid ALL beror på ålder, kön, immunofenotyp (B- eller T-cellstyp), förekomst av genetiska avvikelser, svar vid behandling samt flera andra faktorer. 